# Simpang Lubuk Dalam
Simpang Lubuk Dalam is een bestuurslaag in het regentschap Ogan Komering Ulu Selatan van de provincie Zuid-Sumatra, Indonesië. Simpang Lubuk Dalam telt 1162 inwoners (volkstelling 2010).